# Макінтош (Нью-Мексико)
Макінтош (англ. McIntosh) — переписна місцевість (CDP) в США, в окрузі Торренс штату Нью-Мексико. Населення — 1395 осіб (2020).

## Географія
Макінтош розташований за координатами 34°52′49″ пн. ш. 106°3′28″ зх. д. / 34.88028° пн. ш. 106.05778° зх. д. (34.880389, -106.057705).  За даними Бюро перепису населення США в 2010 році переписна місцевість мала площу 57,68 км², уся площа — суходіл.

## Демографія
Згідно з переписом 2010 року, у переписній місцевості мешкали 1484 особи в 565 домогосподарствах у складі 396 родин. Густота населення становила 26 осіб/км².  Було 716 помешкань (12/км²).
Расовий склад населення:
| - 78,2 % — білих - 1,7 % — корінних американців - 1,5 % — чорних або афроамериканців - 0,5 % — азіатів - 13,3 % — осіб інших рас |

До двох чи більше рас належало 4,7 %. Частка іспаномовних становила 35,9 % від усіх жителів.
За віковим діапазоном населення розподілялося таким чином: 25,5 % — особи молодші 18 років, 59,1 % — особи у віці 18—64 років, 15,4 % — особи у віці 65 років та старші. Медіана віку мешканця становила 42,0 року. На 100 осіб жіночої статі у переписній місцевості припадало 98,7 чоловіків;  на 100 жінок у віці від 18 років та старших — 96,8 чоловіків також старших 18 років.
Середній дохід на одне домашнє господарство  становив 60 140 доларів США (медіана — 40 060), а середній дохід на одну сім'ю — 76 187 доларів (медіана — 50 294). За межею бідності перебувало 38,6 % осіб, у тому числі 59,3 % дітей у віці до 18 років та 61,9 % осіб у віці 65 років та старших.
Цивільне працевлаштоване населення становило 273 особи. Основні галузі зайнятості: освіта, охорона здоров'я та соціальна допомога — 24,5 %, мистецтво, розваги та відпочинок — 23,8 %, будівництво — 16,5 %, науковці, спеціалісти, менеджери — 14,3 %.